# Npj 2D Materials and Applications
npj 2D Materials and Applications — це рецензований науковий журнал із відкритим доступом, який публікує Nature Portfolio. Він зосереджений на двовимірних матеріалах (таких як тонкі плівки чи графен), включаючи фундаментальну поведінку, синтез, властивості та застосування.
Відповідно до Journal Citation Reports, 2D Materials and Applications має імпакт-фактор у 2020 році 11,106.
Нинішнім головним редактором є Андраш Кіш (Федеральна політехнічна школа Лозанни).

## Цілі та сфера застосування
npj 2D Materials and Applications публікує статті про фундаментальну поведінку, синтез, властивості та застосування існуючих і нових 2D матеріалів. Відбираючи статті з потенціалом впливу, журнал прагне сприяти перенесенню досліджень двовимірних матеріалів у широкі програми.
Репрезентативний обсяг журналу включає:
- 2D-матеріали у всіх їх формах: графен, дихалькогеніди перехідних металів, фосфорени та молекулярні системи, включаючи відповідні алотропи та сполуки, а також топологічні матеріали
- фундаментальне розуміння їх фундаментальної науки
- синтез фізичним і хімічним підходами
- поведінка та властивості: електронні, магнітні, спінтронні, фотонні, механічні, у тому числі в гетероструктурах та інших архітектурах
- застосування: датчики, пам'ять, високочастотна електроніка, збір та накопичення енергії, гнучка електроніка, очищення води, біомедицина, терморегулювання.

Разом з оригінальними дослідницькими статтями також вітаються перспективи та огляди літератури. Журнал є форумом, на якому можливо відкрито обговорювати дослідницькі та технологічні аспекти 2D-матеріалів.